# 葵ステークス
葵ステークス（あおいステークス）は、日本中央競馬会（JRA）が京都競馬場で施行する中央競馬の重賞競走（GIII）である。
競走名にある「葵」とはアオイ科の植物の総称のことであり、また家紋のひとつで、フタバアオイの葉を図案化したものである。賀茂神社の神紋に由来し、徳川氏の葵巴の紋などが有名である。同神社で5月15日に行われる葵祭は、石清水祭、春日祭とともに三勅祭のひとつに数えられる。

## 概要

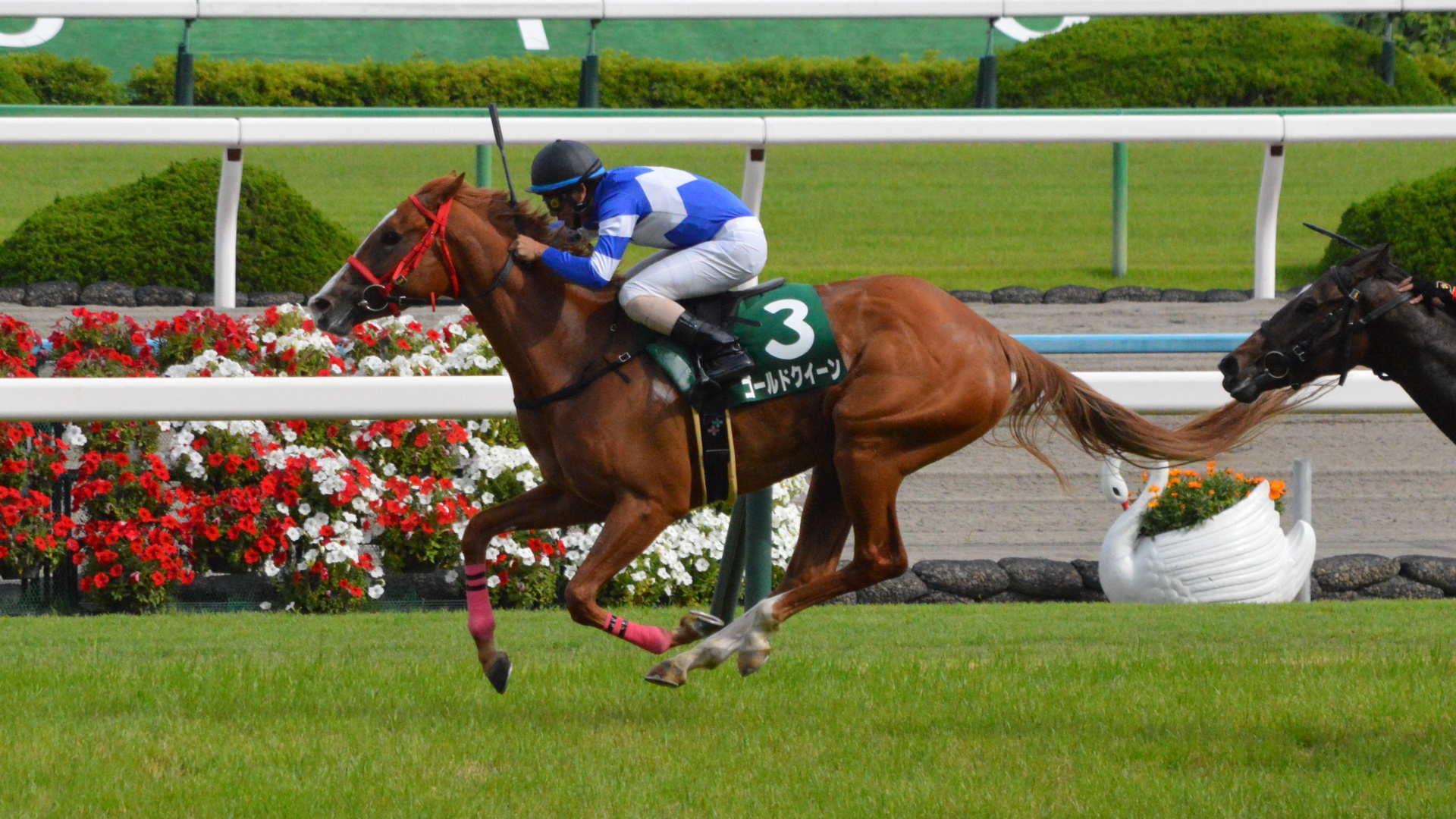
2018年葵ステークス

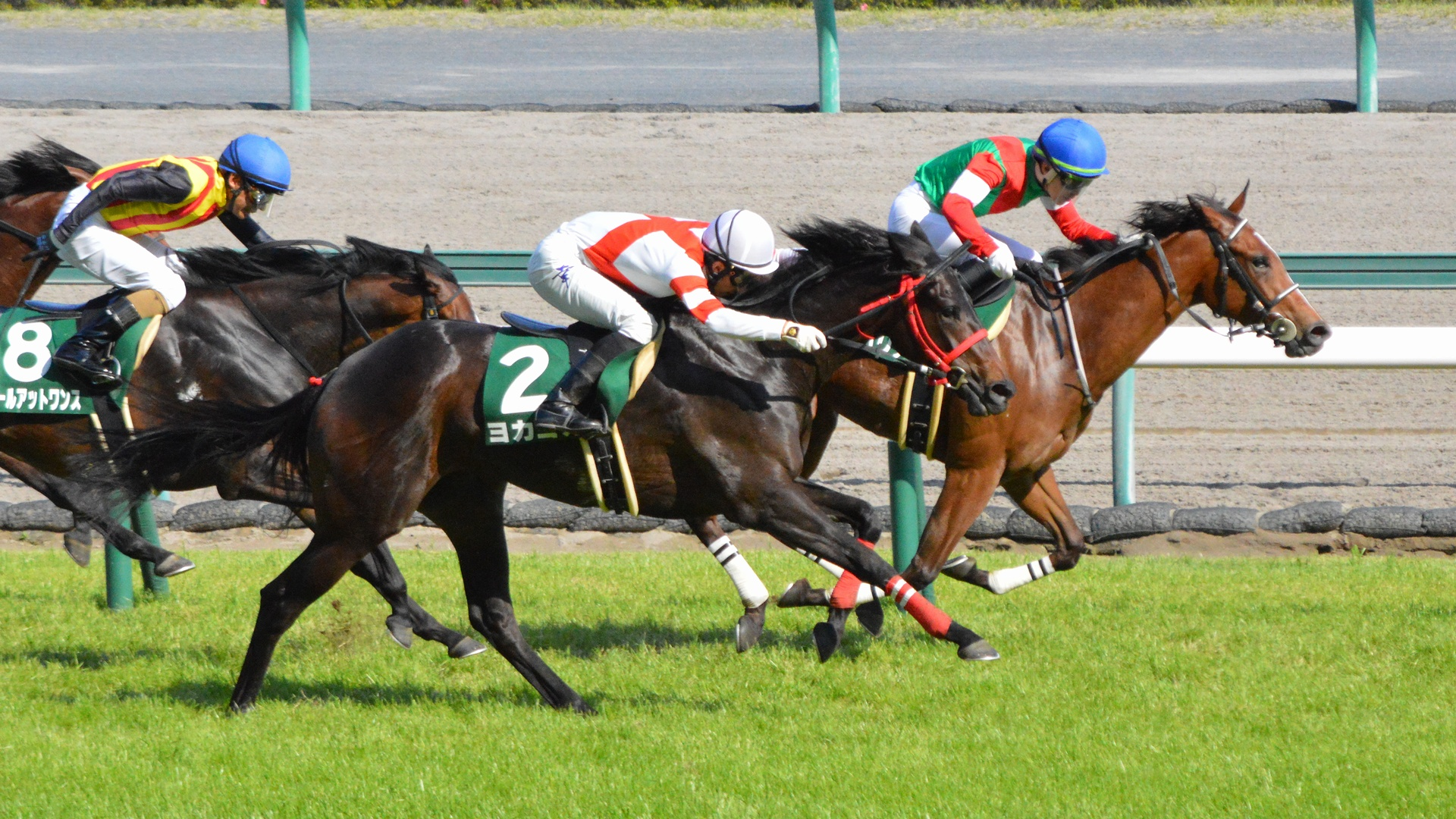
2021年葵ステークス

1984年までは条件クラスの競走であり、1988年までは葵賞（あおいしょう）として施行されていた。1996年から2009年までは、地方競馬所属馬（出走枠3頭）に限り1着馬に安田記念の出走権が与えられるトライアル競走でもあった。
施行距離は1985年から1995年までと、2002年から2009年までは芝1400mで行われていたが、1996年から2001年までと2010年からは芝1200mで施行されている。
2018年の番組改正で3歳スプリント路線の拡充を図る観点から、本競走は新設重賞として昇格されることになった。格付表記は2019年から2021年まで「重賞」とされ、2022年よりGIIIに新規格付された（後述）。

### 競走条件
以下の内容は、2025年のもの。
出走資格：サラ系3歳、未出走馬および未勝利馬を除く
- JRA所属馬
- 地方競馬所属馬（2頭まで）
- 外国調教馬（優先出走）
- 負担重量：馬齢重量（57kg、牝馬55kg）

### 賞金
2025年の1着賞金は4100万円で、以下2着1600万円、3着1000万円、4着620万円、5着410万円。

## 歴史
- 2018年 - 3歳馬による重賞（新設重賞）として創設[5]。この年に限り、「テイエムオペラオー追悼競走」の副題を付けて施行[7]。
- 2019年 - 格付け表記を「重賞」に変更[8]。
- 2020年 - 新型コロナウイルス感染症（COVID-19）の感染拡大防止のため、「無観客競馬」として実施[9]。
- 2021年 
  - 京都競馬場の整備工事に伴い、中京競馬場で施行（2022年も同様）[10]。この年から2024年まで出走可能頭数が18頭に変更される。
  - 日本グレード格付け管理委員会の承認を得次第、GIII競走として格付けされる予定であった[10]。しかし、承認を得ることが出来なかった[注 2]ため、引き続き重賞として施行される[11]。
- 2022年 - 日本グレード格付け管理委員会の承認を得たため、GIII競走として格付けされる[12]。
- 2024年 - 負担重量を馬齢重量に変更。
- 2025年 - 芝Dコースでの開催となり、出走可能頭数を16頭に縮小。

### 歴代優勝馬
コース種別を記載していない距離は、芝コースを表す。
| 回数  | 施行日        | 競馬場 | 距離  | 優勝馬           | 性齢 | タイム | 優勝騎手 | 管理調教師 | 馬主                                 |
| ----- | ------------- | ------ | ----- | ---------------- | ---- | ------ | -------- | ---------- | ------------------------------------ |
| 第1回 | 2018年5月26日 | 京都   | 1200m | ゴールドクイーン | 牝3  | 1:08.0 | 古川吉洋 | 坂口正則   | 加藤充彦                             |
| 第2回 | 2019年5月25日 | 京都   | 1200m | ディアンドル     | 牝3  | 1:08.0 | 藤岡佑介 | 奥村豊     | （有）シルクレーシング               |
| 第3回 | 2020年5月30日 | 京都   | 1200m | ビアンフェ       | 牡3  | 1:08.1 | 藤岡佑介 | 中竹和也   | 前田幸貴                             |
| 第4回 | 2021年5月29日 | 中京   | 1200m | レイハリア       | 牝3  | 1:08.1 | 亀田温心 | 田島俊明   | （株）ヒダカ・ブリーダーズ・ユニオン |
| 第5回 | 2022年5月28日 | 中京   | 1200m | ウインマーベル   | 牡3  | 1:08.2 | 松山弘平 | 深山雅史   | （株）ウイン                         |
| 第6回 | 2023年5月27日 | 京都   | 1200m | モズメイメイ     | 牝3  | 1:07.1 | 武豊     | 音無秀孝   | （株）キャピタル・システム           |
| 第7回 | 2024年5月25日 | 京都   | 1200m | ピューロマジック | 牝3  | 1:07.1 | 横山和生 | 安田翔伍   | （株）スリーエイチレーシング         |
| 第8回 | 2025年5月31日 | 京都   | 1200m | アブキールベイ   | 牝3  | 1:08.3 | 岩田望来 | 坂口智康   | ゴドルフィン                         |

### 2017年までの優勝馬

#### 葵賞
| 施行日        | 競馬場 | 距離  | 条件     | 優勝馬           | 性齢 | タイム | 優勝騎手 | 管理調教師 | 馬主         |
| ------------- | ------ | ----- | -------- | ---------------- | ---- | ------ | -------- | ---------- | ------------ |
| 1985年5月11日 | 京都   | 1400m | オープン | ロングクイック   | 牡3  | 1:23.2 | 内山正博 | 小野幸治   | 中井商事(株) |
| 1986年5月10日 | 京都   | 1400m | オープン | リードトリプル   | 牡3  | 1:24.6 | 河内洋   | 服部正利   | 熊本芳雄     |
| 1987年5月16日 | 京都   | 1400m | オープン | マルブツロンリー | 牝3  | 1:24.4 | 山田和広 | 坪正直     | 大澤毅       |
| 1988年5月14日 | 京都   | 1400m | オープン | グレートモンテ   | 牡3  | 1:24.7 | 猿橋重利 | 高橋成忠   | 野崎龍一     |

#### 葵ステークス
| 施行日        | 競馬場 | 距離  | 条件     | 優勝馬             | 性齢 | タイム | 優勝騎手 | 管理調教師 | 馬主                                 |
| ------------- | ------ | ----- | -------- | ------------------ | ---- | ------ | -------- | ---------- | ------------------------------------ |
| 1989年5月14日 | 京都   | 1400m | オープン | オサイチジョージ   | 牡3  | 1:25.0 | 丸山勝秀 | 土門一美   | 野出長一                             |
| 1990年5月13日 | 京都   | 1400m | オープン | ダイタクヘリオス   | 牡3  | 1:23.6 | 岸滋彦   | 梅田康雄   | 中村雅一                             |
| 1991年5月12日 | 京都   | 1400m | オープン | テンザンハゴロモ   | 牝3  | 1:23.3 | 松永昌博 | 松永善晴   | 平野三郎                             |
| 1992年5月17日 | 京都   | 1400m | オープン | エリザベスローズ   | 牝3  | 1:23.2 | 佐藤哲三 | 渡辺栄     | 吉田勝己                             |
| 1993年5月16日 | 京都   | 1400m | オープン | フジワンマンクロス | 牡3  | 1:23.7 | 田原成貴 | 谷八郎     | 藤井明弘                             |
| 1994年4月24日 | 阪神   | 1400m | オープン | マルカオーカン     | 牡3  | 1:24.1 | 河内洋   | 瀬戸口勉   | 河長産業                             |
| 1995年4月23日 | 京都   | 1400m | オープン | イサミサクラ       | 牝3  | 1:22.4 | 武豊     | 領家政蔵   | 前田哲郎                             |
| 1996年5月12日 | 京都   | 1200m | オープン | ザゴールド         | 牡3  | 1:08.8 | 塩村克己 | 中村好夫   | ジョイ・レースホース                 |
| 1997年5月11日 | 京都   | 1200m | オープン | スタープログラマー | 牡3  | 1:09.0 | 田中勝春 | 宗像義忠   | 薗部博之                             |
| 1998年5月17日 | 京都   | 1200m | オープン | メイショウアヤメ   | 牝3  | 1:09.9 | 飯田祐史 | 飯田明弘   | 松本好雄                             |
| 1999年5月16日 | 京都   | 1200m | オープン | クールネージュ     | 牝3  | 1:08.8 | 松永幹夫 | 西園正都   | 岸和田グランドホール                 |
| 2000年5月13日 | 京都   | 1200m | オープン | ブレイクタイム     | 牡3  | 1:08.0 | 石橋守   | 山本正司   | ノースヒルズマネジメント             |
| 2001年5月12日 | 京都   | 1200m | オープン | カルストンライトオ | 牡3  | 1:07.4 | 熊沢重文 | 大根田裕也 | 清水貞光                             |
| 2002年5月11日 | 京都   | 1400m | オープン | ダンツジャッジ     | 牡3  | 1:21.2 | 藤田伸二 | 山内研二   | 山元哲二                             |
| 2003年5月17日 | 京都   | 1400m | オープン | モンパルナス       | 牝3  | 1:21.5 | 松永幹夫 | 坪憲章     | 角田哲男                             |
| 2004年5月15日 | 京都   | 1400m | オープン | マイネルゼスト     | 牡3  | 1:21.5 | 四位洋文 | 高橋裕     | (株)サラブレッドクラブ・ラフィアン   |
| 2005年5月15日 | 京都   | 1400m | オープン | シンボリグラン     | 牡3  | 1:20.9 | 熊沢重文 | 畠山吉宏   | シンボリ牧場                         |
| 2006年5月14日 | 京都   | 1400m | オープン | ウインレジェンド   | 牡3  | 1:23.0 | 川田将雅 | 瀬戸口勉   | (株)ウイン                           |
| 2007年5月12日 | 京都   | 1400m | オープン | カノヤザクラ       | 牝3  | 1:22.6 | 上村洋行 | 橋口弘次郎 | 神田薫                               |
| 2008年5月17日 | 京都   | 1400m | オープン | ミリオンウェーブ   | 牡3  | 1:21.7 | 角田晃一 | 宮本博     | 万波健二                             |
| 2009年5月16日 | 京都   | 1400m | オープン | エイシンタイガー   | 牡3  | 1:20.4 | 川田将雅 | 西園正都   | 平井豊光                             |
| 2010年5月15日 | 京都   | 1200m | オープン | ケイアイデイジー   | 牝3  | 1:07.6 | 幸英明   | 山内研二   | 啓愛義肢材料販売所                   |
| 2011年5月14日 | 京都   | 1200m | オープン | ロードカナロア     | 牡3  | 1:09.3 | 北村友一 | 安田隆行   | (株)ロードホースクラブ               |
| 2012年5月13日 | 京都   | 1200m | オープン | マコトナワラタナ   | 牝3  | 1:08.0 | 藤岡康太 | 鮫島一歩   | 尾田左知子                           |
| 2013年5月12日 | 京都   | 1200m | オープン | ティーハーフ       | 牡3  | 1:08.7 | 武豊     | 西浦勝一   | H.H.シェイク・モハメド               |
| 2014年5月18日 | 京都   | 1200m | オープン | リアルヴィーナス   | 牝3  | 1:07.5 | 藤岡康太 | 安達昭夫   | 山内邦一                             |
| 2015年5月17日 | 京都   | 1200m | オープン | ジャストドゥイング | 牡3  | 1:08.0 | 岩崎翼   | 中竹和也   | 前田晋二                             |
| 2016年5月15日 | 京都   | 1200m | オープン | ナックビーナス     | 牝3  | 1:07.9 | 酒井学   | 杉浦宏昭   | 小松欣也                             |
| 2017年5月13日 | 京都   | 1200m | オープン | アリンナ           | 牝3  | 1:10.5 | 藤岡佑介 | 松元茂樹   | ノルマンディーサラブレッドレーシング |